# Prusice
Prusice (niem. Prausnitz) – miasto leżące na Dolnym Śląsku, w województwie dolnośląskim, w powiecie trzebnickim, siedziba gminy miejsko-wiejskiej Prusice. Lokalny ośrodek handlowo-usługowy regionu rolniczego.
Według danych GUS z 1 stycznia 2023 r. miasto miało 2164 mieszkańców (619. miejsce w kraju).

## Nazwa
W 1295 r. w kronice łacińskiej Liber fundationis episcopatus Vratislaviensis (pol. Księga uposażeń biskupstwa wrocławskiego) miejscowość wymieniona jest jako Prusnicza.
Nazwę miejscowości w zlatynizowanych staropolskich formach "Pruzicz" oraz "opidio Prusicz" wymienia spisany ok. 1300 roku średniowieczny łaciński utwór opisujący żywot świętej Jadwigi Vita Sanctae Hedwigis. W roku 1613 śląski regionalista i historyk Mikołaj Henel z Prudnika wymienił miejscowość w swoim dziele o geografii Śląska pt. Silesiographia podając jej łacińską nazwę: Prausnitium.
Polską nazwę miejscowości w formie Pruśnica w książce "Krótki rys jeografii Szląska dla nauki początkowej" wydanej w Głogówku w 1847 wymienił śląski pisarz Józef Lompa. W 1896 roku polską nazwę Prusice oraz niemiecką Prausnitz wymienia śląski pisarz Konstanty Damrot. Podaje on także starsze nazwy z łacińskich dokumentów z 1253 Prusicz oraz z 1288 Prusnicz.
Słownik geograficzny Królestwa Polskiego wydany na przełomie XIX i XX wieku notuje nazwę miasta pod polskimi nazwami Prusice oraz niemiecką Prausnitz.
Po II wojnie światowej dla stacji kolejowej w Prusicach przejściowo używano nazwy Prusznica.

## Historia

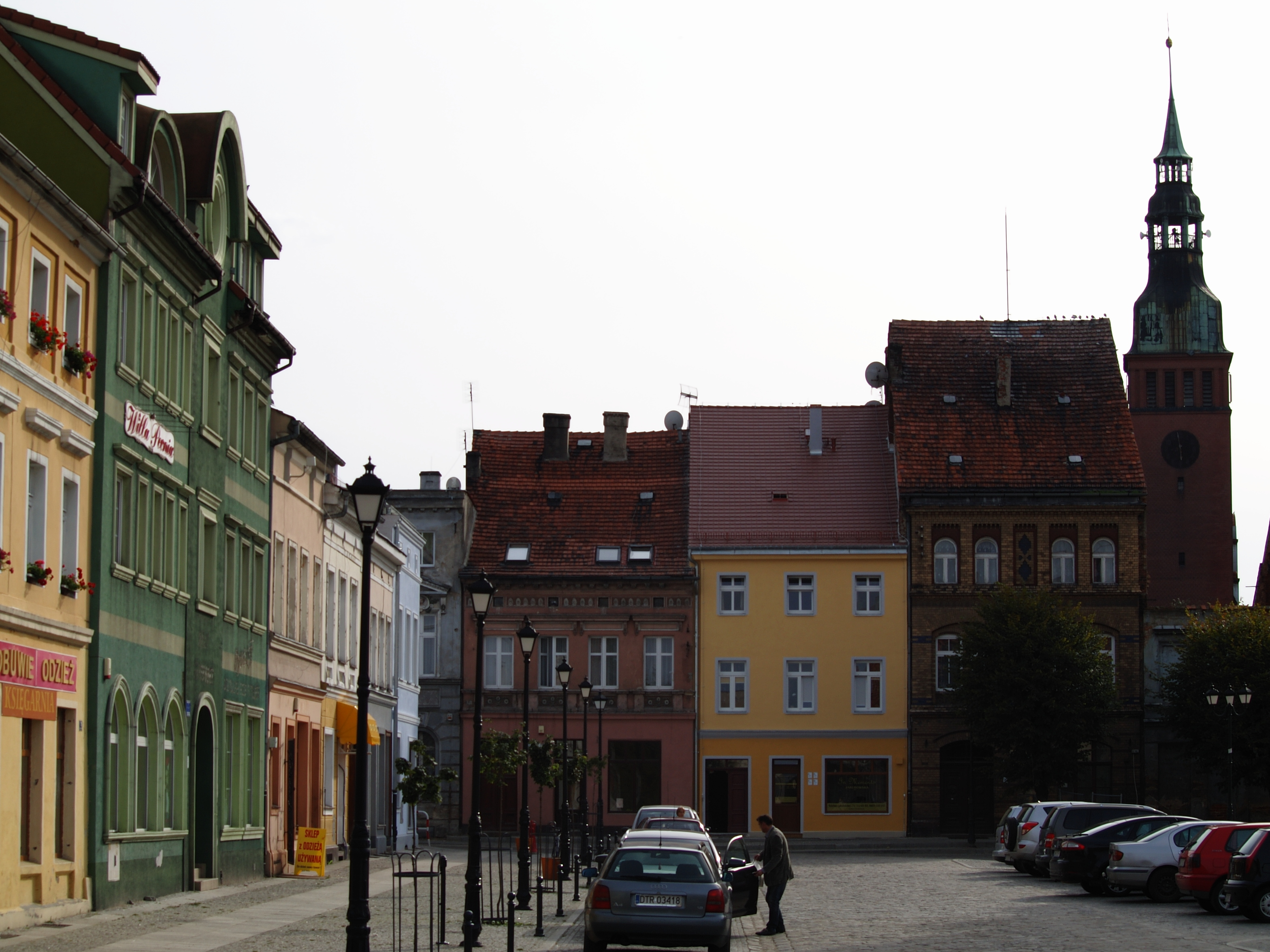
Widok na południowo-zachodnią pierzeję rynku

Pierwsza wzmianka o miejscowości pochodzi z 1136 r, następnie w 1253 Prusice są wymieniane jako osada targowa. W 1254 Henryk III wrocławski buduje tu zamek. Osada prawa miejskie otrzymała w 1287 r. Henryk II Pobożny rozbudował zamek, który został przebudowany w XVI w. W XIV w. miasto zostaje otoczone ceglanymi murami miejskimi, na początku tego wieku miasto przeszło z księstwa głogowskiego do oleśnickiego. W 1432 zostało spalone przez husytów, w 1492 przeszło pod panowanie korony czeskiej. Ludność dziesiątkowały wojny m.in. trzydziestoletnia i siedmioletnia, nawiedzały je epidemie i pożary. W XVIII w. stały się znacznym ośrodkiem przędzalniczym. W czasie II wojny światowej podobóz obozu koncentracyjnego Groß-Rosen. Prusice utraciły prawa miejskie w 1951 r., a odzyskały je w 2000 r. W latach 1975–1998 miasto administracyjnie należało do województwa wrocławskiego.

## Demografia
Piramida wieku mieszkańców Prusic w 2014 roku.

## Zabytki

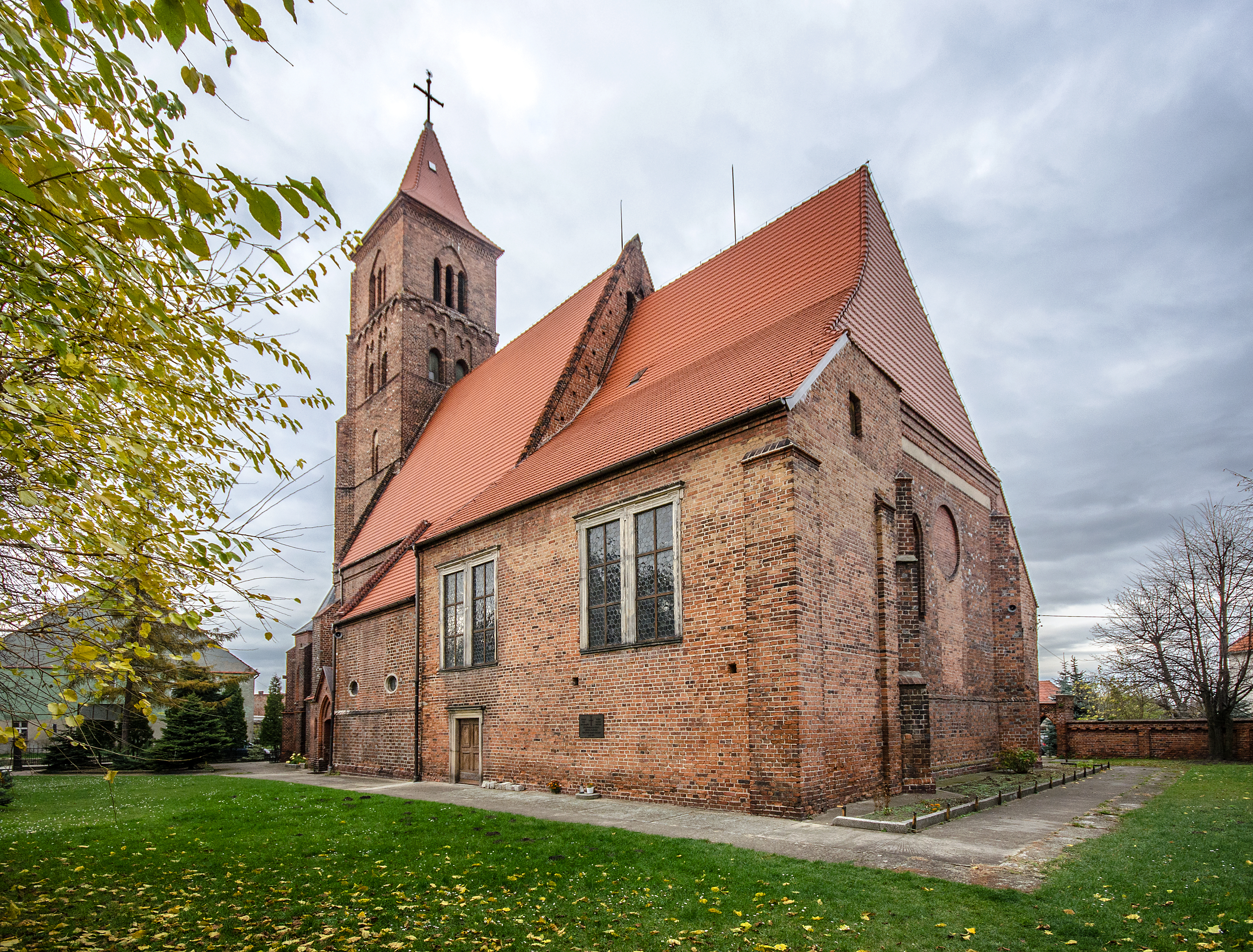
Kościół św. Jakuba Starszego

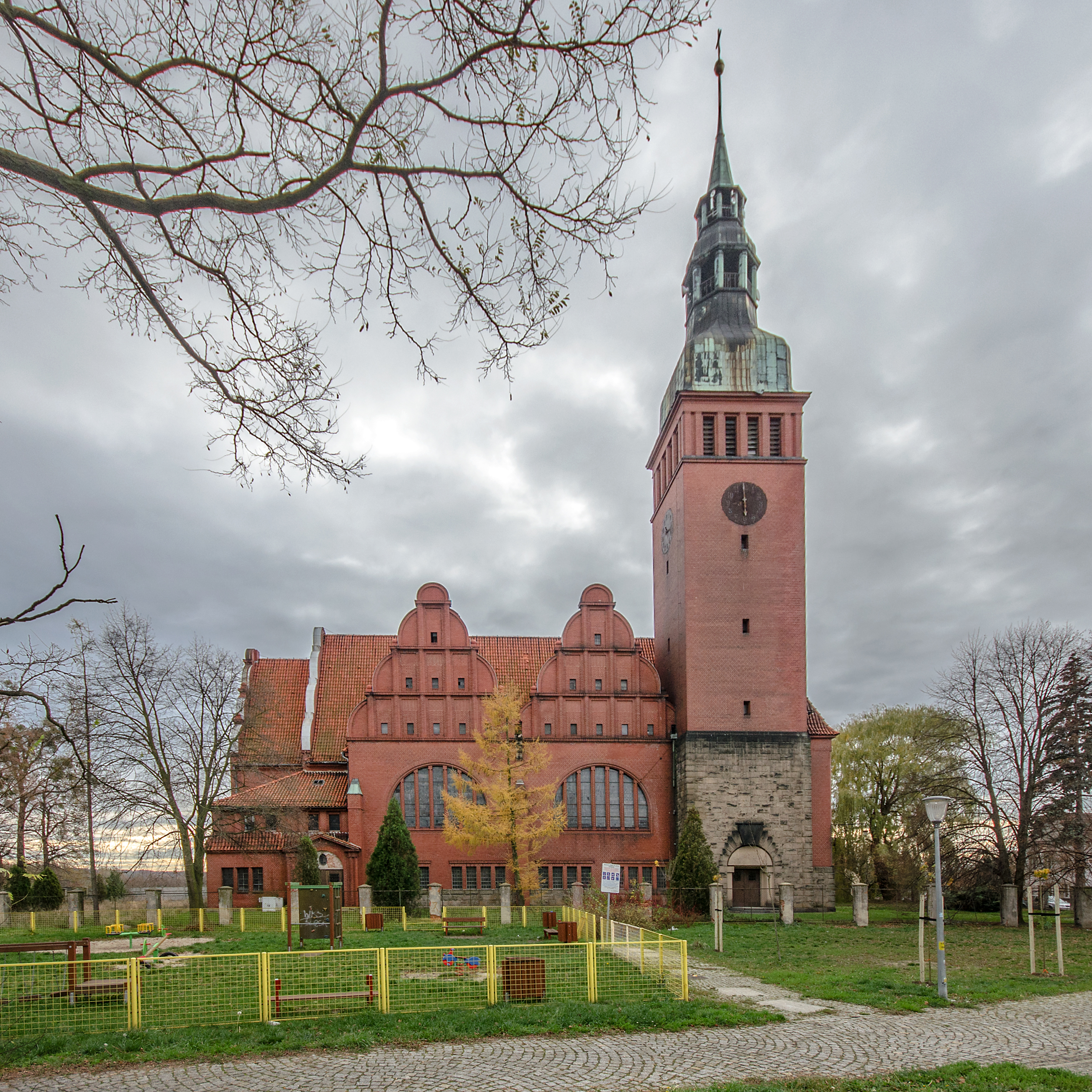
Kościół św. Józefa

Do wojewódzkiego rejestru zabytków wpisane są:
- miasto
- kościół par. pw. św. Jakuba Starszego, gotycki z 1492 r. - XV w., XIX w.; jednonawowy, murowany z kaplicą grobową Hatzfelda z XVII w. z bogatymi stiukami barokowymi i licznymi epitafiami z XVI i XVII w.
- kościół ewangelicki, obecnie rzym.-kat. pomocniczy pw. św. Józefa, z l. 1910-11
- cmentarz parafialny, z drugiej poł. XIX w.
- ratusz, renesansowy z ok. 1600 r. - XVI w., XVIII w.

inne zabytki:
- fragmenty gotyckich murów miejskich i zamkowych.